# Cabdill de Wied
El cabdill de Wied (Hemitriccus nidipendulus) és un ocell de la família dels tirànids (Tyrannidae).

## Hàbitat i distribució
Habita els boscos de les terres baixes del sud-est del Brasil.